# DESERTED ISLAND
DESERTED ISLAND 新・無人島物語（デザーテッドアイランド）は1996年11月29日にケイエスエスから発売されたPlayStation用のゲームソフト。ジャンルはサバイバルライフシミュレーション。
2011年3月25日より、ガンホー・オンライン・エンターテイメントからゲームアーカイブスで配信されている。レイティングはCERO：C（15才以上対象）。

## 概要
地図上に存在しないはずの未発見の島に各国の調査隊が上陸し、そこで遭遇する様々な動植物を博物誌に記載していくという内容。取扱説明書には「食料や水、その他アイテムを駆使し島内の至る場所に潜む秘密や音を手がかりに深奥に挑め!」と表記されているが、実際にゲーム中で重要なのは食料と睡眠時間であり、水はアイテムに水筒が存在する調査隊があるものの水を飲むようなコマンドはない。
調査は到着した海岸を起点に、補給テントを設けながら、3Dで表現されている中を歩き回ることによって行う。歩いた箇所は自動的に地図に記録される。時間の経過とともに昼や夜が変わる。歩いていると動植物を発見することがあり、姿を見ることで調査記録に加えられる。
主人公は探検隊のリーダーとなり、チームを率いて島の解明調査に乗り出す。島には知られていない動植物や鉱物などが数多く埋もれており、調査結果を国に持ち帰ることが探検隊の使命となる。発見率や島を移動した割合もカウントされており、これらの業績によって、エンディングが変わってくる。
キャッチフレーズは「このミステリアスな島に隠された真の秘密を暴け!!」。

## ストーリー
東経171度52分　北緯11度11分。太平洋の未踏の海域である。西暦1904年5月14日、嵐に見舞われた貨物船ファッティ・ホエール号は地図上では未確認の島を偶然発見する。
この未知の島は地理学会に報告され、世界中の研究者たちに知れ渡った。そしてその半年後。世界各国で編成された調査隊がついに上陸を開始する。

## 概要
- プレーヤーは探検隊の隊長という設定。大英帝国、アメリカ合衆国、プロシア帝国、大日本帝国の四つの国から自分がプレイしたい国を選び、以後その国のチームで島の探索を行う。国によって若干ステータス等に違いはあるが、主なチーム編成はほとんど一緒である。（隊長・助手・ポーター・医師・ハンター・犬）
- 一人称視点で島内を探検しそこで発見する新種の動物、植物、鉱物を「博物誌」に記録する。ただ長時間歩き回るとメンバーの空腹度と疲労度のゲージが上がっていくので、適度に食事と休息をとらなければならない。
- 探検はベースキャンプを基点として行う。探検を開始する際には、食料や灯りの燃料（懐中電灯の電池、ランタン用油など）といった荷物を持って行かなければならないが、隊員の筋力（一度に持ち出せる所持重量の上限）が決まっているので、ゲームの序盤は定期的な物資の補給のため、ベースキャンプから離れすぎないようにしなければならない。（探検を進めていくにつれ物資の中継補給地は増えていく。また筋力も功績ポイントの振り分けによって増やすことが出来る。）

## ゲームの特徴

### 功績ポイント
新種の発見やイベントの発生によって「功績ポイント」という数値が各メンバーに与えられる。このポイントは隊を休息させる際に、各キャラクターのパラメーターとして振り分けることが可能。キャラクターによって異なる成長をさせることが出来る。（隊長だけはゲーム開始時にある程度パラメーターを設定できる。）

### 功績ポイントによって配分できるパラメーター
- 体力　HPのゲージが増える。（危険な動物に攻撃された際のダメージが減る）序盤では非常に重要。
- 知力　隊長の知力が足りなければ発生しないイベントがあったり、探検が進まないことがある。隊長のみ重要。
- 注意力　新種を発見する確率が増えるものの、そこまで影響はない。功績ポイントに余裕があるときに配分する程度でよい。
- 反射力　攻撃の順序、攻撃を回避する確率に影響。全員の数値が450以上になるとほとんどの戦闘をノーダメージで回避できる。
- 器用度　攻撃の命中率が上がる。攻撃するのはメンバーの中ではハンターのみなのでハンター役の人物には惜しみなく功績ポイントをこのパラメーターに配分する必要がある。また犬の器用度を上げると犬も戦闘に参加し、隊の攻撃力が二倍になる。
- 精神力　隊の信頼度と大きく関係する。この数値を上げるとわずかな休息時間でHP、疲労度が大きく回復するので、休息によって減る信頼度を抑えることができる。信頼度はクリア内容に関わる数値であることから、精神力は効率よく探検を進めるために最も重要なパラメーターといえる。

### その他のパラメーター
- HP　怪我を負うと減る。この数値がほとんどない場合は「状態」が重症となり、アイテムの応急セットを使うか、長期的に休息しなければならない。重症時に無理に探検を進めようとして探索したり、危険な動物によってHPのゲージを0にされると、そのメンバーは死亡となりゲームオーバーとなる。（犬にせよ誰にせよ、チームのメンバーが1人でも死亡すれば強制的に調査終了となる。）また、メンバーが中毒症状を起こした場合はHPのゲージはピンクから黄色に変わり、解毒剤か長期休息しなければ探検はできない。この場合は歩くことも出来ないので、解毒剤を所持していない場合は強制的に足止めを食らうことになる。HPは歩き回るとわずかながら回復していく。
- 信頼度　冒険開始時は100であるが、休息をすることによって減っていき、新種の発見やイベントによって増える。つまり調査活動が日々順調に行われなければ維持することが出来ない。また島の動物を射殺すると大きく減るので、冒険を進める上でどうしても攻撃的な動物を駆除しなければならない場合以外のむやみな狩猟活動は控えなければならない。信頼度が減ってしまうとメンバーの人間関係が悪化し、ホームシックにかかるものも出てくる。さらに信頼度がほとんどなくなるとホームシックにかかってしまった隊員は、休息時キャンプから逃げ出し行方不明となってしまう。このとき運がよければすぐ見つかるが、見つからなかった場合はゲームオーバーになり、後味の悪い結末を迎える。またこの数値はエンディングの内容にも関係している。
- 空腹度　時間の経過とともにゲージが上昇し、食事のコマンドを実行すれば下降する。空腹度がほとんどなくなると疲労度の上昇率が上がる。島の動物を捕獲して食べることによってもわずかながらではあるが下降する。
- 疲労度　島内を探索することによって上昇する。休息をとることによって下降。休息をとらずに探索を続けた場合HPのゲージが減っていく。ちなみに隊における精神力の平均値を上げれば、二時間程度の休息で八割がた疲労度を回復させることが出来る。

### いつでも帰国可能
「あなたが満足する結果を得たと判断した時がゲームの終わりといえるでしょう………」と、取扱説明書に意味深な記述がされているように、このゲームはキャンプ画面を開き「帰国」コマンドを実行すれば、いつでも探検を打ち切り本土に帰還することが出来る。裏を返せば、このコマンドを実行しない限りベースキャンプの食料が尽きても、現地の動植物を食べることによって島に居続けることも出来る。ただ、島の調査がほとんど行われていない（発見率が低い）時点で帰還するメリットはまったく無く、エンディングの内容も博物学者である隊長が業界をほされるといったいわゆるバッドエンド的なものである。（帰国コマンド決定時の助手のコメントによってエンディングがある程度予測できる。）ただ、一定条件を満たすと強制的にエンディングに移行する場合がある（後述の「第三のエンディング」を参照）。

## ゲームの進行
このゲームは非常に難易度が高いとされており、戦略的なプレイが要求される。

### 各種コマンド
- 休息と食事　休息すると休息時間分空腹度が上昇するので、必ず休息してから食事をとるようにしたい。また休息コマンド実行前にどの程度休息すべきか医師のアドバイスが入るが、アドバイスのマイナス一時間の休息が最も効率がよい。
- 方針　調査方針を「地図の作成（地図のマスクが取れる範囲が広がり、オートマッピングの効率が上がる。）」「動物の調査（動物の発見率が上がる）」「植物の調査（植物の発見率が上がる）」「鉱物の調査（鉱物の発見率が上がる）」の四つから選択できるが、普段島を探索する際には「動物の調査」に設定するのがよい。（動物の種類が一番多いため）食料として調達できる植物の付近に接近した場合は「植物の調査」、岩場や洞窟にいる場合は「鉱物の調査」に設定。地図の作成コマンドは博物誌を完成させる上では必要ではないが、島内踏破率を100にするためには島の中央部の湖（湖上の小島も）付近と火山の小道で「地図の作成」に設定して歩かなければならない。
- 会議　イベント発生後に開くとパラメーター上げの参考になる。初心者はゲーム開始後すぐに開くとよい。また鉱物は発見できないが、夜間ランタンの明かりがなくても探索することは出来る。また夜間灯りをつけていない時に動物に襲われた場合はハンターが自動的に明かりをともす（燃料は減らない）。食料は25をきるとキャンプに戻るべきと助言されるが、20あればある程度はもつ。後半は主に「次の中継地をみつけよう」としか言わなくなる。

### 効果的なコマンド
- 方向キー＋×でダッシュ。（その分時間も早く進むので、早送りに近い。）
- 発見物の方向へ体当たりすれば、○ボタンを押さなくてもイベントが発生。○ボタンを押す位置を誤ってしまうと「特に何も無いようです」と時間が10分ほど無意味に進んでしまい、運が悪いときは発見を逃すこともある。
- 戦闘時、相手の攻撃ターンの際コントローラーのすべてのボタンを連打するとダメージを受ける確率が下がる。序盤反射力が低いときのアルミー戦で有効。

## 探検隊
プレイヤーは四つの国の探検隊からひとつを選択しゲームを開始する。以後、他国の探検隊との接触といった出来事は無いので、違う国の探検隊をプレイしたい場合は、セーブデーターをもうひとつ別に作らなければならない。

### グレートブリテン及びアイルランド連合王国
バックスポンサーは貴族。大英帝国の威信をかけ、地形の確定を主な目的とする。パラーメーターや装備などは他国に比べて有利なほか、食料として採取できる「なよたけ」が一度に他国の二倍入手できる（バグの可能性あり）。また、このチームだけは動植物を再発見した際、それぞれの種類によって異なるやり取りが加えられている。無人島を「ニューワイズ島」と名づける。戦艦「ライオンハーティド」で島へ向かう。
- リチャード・ギブソン（31）　博物学者。隊長。穏やかな性格の人格者。敬虔なカトリック信者でダーウィンの進化論には評価をしつつ慎重な立場を置く。動物の専門家だがヘビが苦手。
- アーサー　ギブソンの助手。言動にまだ若さが感じられる純粋な青年。
- シン　ギブソンに仕えるインド人の召使い。
- チャールズ　皮肉屋でクールな医師。イギリス人の中流階級が好む、ブラックユーモアを含んだきつい冗談を言う。昆虫が好きなヘンリーという親友がいる。
- バーナード　豪快で人情味のあるハンター。
- ラッシュ　グレイハウンド犬。

### アメリカ合衆国
バックスポンサーはスミソニアン博物館。様々な遺跡や財宝を探求してやまないインディ・ジョーンズのような、野心あふれる若き博物学者が隊長。パラメーターのバランスがよく、探検を効率よく進められる。陽気なチームで、会話にジョークが多い。無人島を「ホープ島」と名づける。戦艦は「ゲティスバーグ」。
- ジョージ・ダグラス（28）　博物学者。隊長。探究心が強く、エネルギッシュ。この探検以外にも同じチームで何度も冒険しているようだ。生きた恐竜を発見するために探検家になったらしい。
- レイチェル　ゲーム唯一の女性キャラクター。ダグラスの妻であり、アシスタント。スティーブンを軽くあしらう。
- エミリオ　メキシコ人のポーター。ダグラス家の召使いで、チームの調整役をつとめる。
- スティーブン　医師。どんな時でも楽観的で、チームのムードメーカー的存在。なんでも食べたがる、食いしん坊。
- ウォーレン　百戦錬磨の雰囲気を感じさせるハンター。特徴的なサングラスをしている。ダグラスと共に冒険心が強い。
- ライトニング　コリー犬。ダグラスの飼い犬で数々の冒険に同行した。

### プロシア帝国
バックスポンサーはプロシア皇帝。祖国の栄誉を知らしめることが目的。装備アイテムはキャラクターの能力地を序盤から大きく上げるようであるが、各国とも装備アイテムの効果の詳細は不明。ただ装備アイテムはあらかじめ国が用意したものを使い分けるだけであって、探検の途中にキャンプに追加されたり、島で入手したりすることは無い。無人島を「ゼーレラント島」と名づける。戦艦は「クラウゼヴィッツ」。
- エーリッヒ・フォン・ブルムシュタイン伯爵（42）　博物学者。隊長。隊員に「閣下」と呼ばれる。ただ、国家の栄誉、富や権力といった類にはあまり興味が無く、王族や貴族とすれ違いを感じる。娘がいる。また、日本の友人がいるらしく、日本で桜を鑑賞したり、ツツジを譲ってもらっていたりしている。
- ミヒャエル　助手。ブルムシュタイン家とは家族ぐるみの付き合い。将来有望な助手で、ブルムシュタインの他、ラインハルトにもとても可愛がられている。
- アルフリヒト　探検補助。ブルムシュタイン家に仕える従者。
- ラインハルト・ゴットリープ卿　医師。博物学等の知識も深くブルムシュタインとしばしば哲学的な会話をする。ブルムシュタインをとても尊敬し、慕っている。落ち着いた穏やかな性格。隠しエンディングの際にバグで「フェルディナント」という謎の名前になる。
- ハインツ　軍人。階級は曹長。クールな性格だがゴキブリが苦手で、見つけると動転し、隊長に発砲許可を求める。
- フェンリル　シェパード犬。ハインツがつれてきた軍用犬のようだ。

### 大日本帝國
バックスポンサーは大日本帝國陸軍総司令部。帝国陸軍の南方への拡大という軍事的な目的で派遣されるが、どことなく呑気でのどかな雰囲気があるチーム。他国に比べて能力的不利があるようだが、それほど探検が苦戦するようなことは無く、むしろ精神力が高いので有利にプレイできる。無人島を「しょううん島」と名づける。戦艦は「山城」。
- 大菅隆太郎（53）　博物学者。隊長。全チームの中で最年長の隊長で、とてものんびりした性格。
- 箕田　学生。（おそらく）大菅の研究室の学生。
- 田中　人足。経験に基く知恵が豊富な人物。山の産物に詳しい。
- 小森　軍医。やや批判的な性格。大菅に発見物についての質問をすることが多い。
- 加藤　兵士。階級は軍曹。真面目な性格で常に直立不動。純朴な感じで、可愛い。たまにリリカルなコメントをする。
- 小嵐丸　秋田犬。大菅の愛犬でエンディングでかなり可愛がっていることが分かる。

## 登場する幻想生物
デザーテッドアイランドの固有種は質、量ともにガラパゴス諸島の比ではない。ヤマアラシ、ヤシ、パパイアといった記載済みの生物も見られるものの、そのほとんどが未発見の新種であり、現在の生物学の分類に全くかすりもしないような、とても地球の生き物とは思えない種も存在する。探検隊もこの島の生態系の不気味さに疑念を抱くようになり、漂流者のメモや謎の球体のメッセージ、そして島の至る所に見られる文明の痕跡からある仮説を立てることになるのだが…
また発見時の隊員たちのやりとりはやや専門的で、生物学の基礎的な知識があるとより楽しめる。またドゥーガル・ディクソンのアフターマンに登場する架空の動物とよく似た幻想生物や、ハラルト・シュテュンプケの鼻行類などが登場し、いわゆるトンでも系のマニアックな元ネタが盛り込まれている。
うるる猿　
- 東南部生息。ケイエスエスのゲームソフト無人島物語にも登場する白毛の猿。目が大きい。
- アメリカチームではレイチェルがその名を命名する（イギリスではアーサー）。

とびザル　
- 東南部生息。皮膜を持ったサル。

カーグラン　
- 空飛ぶ円盤のような飛行生物。浮力、推進力をどのように得ているかは全くの謎。
- 二度目に出会った際のイギリスチームのインド人シンと医者のチャールズのやり取りは、かなりブラック。
- 生息地域は決まっておらず、まさに神出鬼没。調査隊を監視している可能性もある。島の謎の鍵を握る存在であり、隠しエンディングにも登場する。

ダイヤモンド
- スタート地点付近の森の中に不自然に転がっている馬鹿でかいダイヤモンドの原石。

ミナミオオカミ　
- 東南部などに生息。タイリクオオカミに外見は似るが、体は一回り小さく、性質はおとなしい。

森エルバッキー　
- 東南部生息。やや気性の荒いヤマネコ。エルバッキーは宇宙生物であり、元ネタが存在する。
- アメリカチームの陽気な医者スティーブンが命名。「変な名前」とメンバーの評価はいまいちだった。

グレーグレー　
- 東南部の石畳の道に生息。胴体に尻尾を巻きつけるなど、異様な形状の霊長類。不気味だが性質はおとなしい。有毒。

踊り木　
- 東南部などでみられる。ヤシに外見は似るが、水分を吸収するとダンスをしているように自ら幹を大きく揺らす。

パプイート　
- 東南部の硬い外皮をもった食器のような植物。動物の骨のようにも見える。

ちび黒熊　
- 小熊と間違えてしまうほど、体の小さな熊で性質はおとなしい。島内のいたる所に生息する優勢な種。

ジャイアントゼセリ　
- 超大型の蛾。鱗粉には神経系の毒が含まれ、動物を麻痺させた後その体に卵を産み付ける危険な昆虫。しかし繁殖力は低い。

スコロド石　
- 東南部で見つかる鉱物。毒性があるが口に入れない限りは安全らしい。一般にはニンニクの様な臭いがする鉱物として有名。

ラルイル　
- 巨大なネズミに見えるが、小型のげっ歯類が集まった群体生物。逃げ足が速く記載が困難。東南部のみに生息。

花ハイエナ　
- 子犬に花びらのような襟巻きがついた動物で、花に擬態し近づいてきた虫を捕食する。よく似たコウモリが『アフターマン』にも登場している。

フライングチキン　
- 東南部に生息。空を飛翔することもできる筋肉質なニワトリ。

ローク石　
- 火の中に投げ込むと不気味な叫び声のような音がする石。宗教的儀式に使われていたという設定。

砂漠の薔薇
- 東南部の海岸付近の岡に咲く、鉱物の薔薇。大変美しく、貴重な鉱物。実在する。

リンファン　
- 東南部の海上で起こった竜巻によって陸地へ巻き上げられてくる、イッカクのような鋭い牙を持った大型の魚類。

ヴォルパーティンガー　
- 東南部の海の上を歩いている、哺乳類にも爬虫類にも似た生物。外見的特徴はカモノハシに酷似。名前の由来はドイツのバイエルン地方に伝わる角を持つウサギ。

サウスアイランド　
- 東部他生息。老紳士のような髭を生やした小型のゴリラ。外敵が多いためか、皮膚が装甲化されている。
- その品のある外見から、ドイツチームのラインハルトのお気に入りで「ランスを教えてやりたい」とも語っていた。

星見イグアナ　
- 東部生息。完全なる夜行性で、日中その姿を目撃することはきわめて難しい。星を仰ぐように見つめる行動が名前の由来となった。

爆竹草
- 米の稲のように見えるが、稲穂状の器官を花火のように爆発させて種子を飛ばす興味深い植物。

グリーンドレイク　
- 火山地帯等に生息する、グリーンイグアナに似た二本の後足で歩くトカゲ。
- 後足で立ち上がるトカゲは実在し、バシリスク属の仲間が後足で水の上を疾走することがある。

かぶりネズミ　
- 東南部に生息。ヘビの抜け殻を小人の帽子のように頭にかぶるげっ歯類。これで外敵から身を守っているようだが、効果のほどは不明。

アルミー　
- 硬い皮膚を持つ食肉類。ライフルを持った人間も襲う異常な凶暴性と強さを誇る。島の次のエリアに進む為に倒さねばならないボス的な存在。

ドードー　
- 東南部他生息。この島では絶滅を免れているハトの仲間。実際の歴史のように捕獲して食べることも出来る。

つながりリス
- 東部生息。尻尾をもう一体の個体に見せかける擬態動物。

サファイア　
- 東部に生息するブルーの体色のヘビ。その美しさから「生きる宝石」としてその名がついた。

耳ナシ石かつぎ　
- 北東部生息。触手のような器官で石を常に担いでいる分類不能な不思議な哺乳類。担いだ石の大きさで優劣をつける。

フクロウサギ　
- 北東部生息。二足で移動するウサギのような有袋類。逃げ足が速く記録が困難。

ナヨタケ　
- 北東部に生える毒々しい赤いキノコだが大変美味。大英帝国のみなぜか一度に10とれる。

ナヨタケもどき　
- ナヨタケに似ており、そのすぐそばに生えるが有毒。

マーロー　
- 北東部の水辺に生息。夜行性のナメクジでなんと昼間は気体（エアロゾル）になってしまう。

酔っぱらい草　
- とっくりを逆さにしたような形の花茎と肥大化した根を持ち、だらしなくしなびている植物。
- その姿は酔っ払いそのもので、温厚なライハルトが珍しく「無様な！己の酒量も測れぬクズどもめ！」と本気で叱っていた。

チョイチョイ　
- 北東部生息。完全に装甲化されたアリクイ。甲冑のデザインが秀逸。

イリエワニ　
- 東部の海岸に生息。淡水、海水どちらでも生息できる巨大なクロコダイルの仲間。恐ろしく強く危険な動物。実在する。

鉄鉱石　
- 東部や北東部にみられる大変純度の高い鉄鉱石。

熱帯桜　
- 北部に一本だけ生える日本のソメイヨシノに近い、熱帯の桜。

すかしアゲハ
- 北部の北の丘を越えた水辺。大変美しい蝶だが、棲息地点に非常に行きづらい。

フルーツタートル　
- 北部生息。胴体はガラパゴスゾウガメに似るが、首がとても長く頭には角がついている草食性のカメ。

タルグラン　
- 中央部の川に生息。イルカのようにテイルウォークをするマスの仲間。

バハムート　
- 中央部の川に生息。鯨のようにダイナミックにジャンプする現存する恐竜。
- 厳密には恐竜ではなく、ペロネウスティスに近い首長竜。

サカマキジョウロ　
- 中央部の湿地帯に生息。珍妙な形の両生類（？）で溶解液を吐き出す危険な生き物。

水子の木　
- 実が人間の胎児に似ている不気味な木。ただ見かけはともかく身は美味らしい。

走りハチドリ　
- 西部の野原に生息。飛べないハチドリ。外見はコスタリカハチドリに近い。飛べない分とてもすばしっこい。

アムビスバエナ　
- 西部に生息。凶暴な双頭の蛇。頭の色がそれぞれ異なる。端がどちらも頭なので尾は無い。
- 名前はギリシャ神話の双頭の竜に由来。

ファンエヴァンドレイル　
- 西部の河川に生息。肉眼でもはっきりと確認できる世界一巨大な単細胞生物。

気球虫　
- 西部の花畑に生息。腹部が気球のように丸い昆虫。腹部のガスによって逆さに浮いている。

ギルインデ　
- 西部に生息する鳥。気球虫を食べ、それを燃料として屁で推進力を得てほとんど羽ばたかずにジェット機のように飛ぶ。

ハーアン　
- 西部の草原に生息。サラブレッド並みのスピードを誇る偶蹄類。

風鈴蛙　
- 南部の水辺に生息。その名の通り風鈴のような美しい鳴き声で鳴くカエル。
- この美声はゲーム中のSEでも一位二位を争う美しさである。

ネズミトリグサ　
- 南部などに自生する、ネズミを捕らえる事ができる程巨大なハエトリグサに似た食虫植物。

線引きアルマジロ　
- 南部に生息する尻尾で地面に線を描いて縄張りを主張するアルマジロ。通称「小さな芸術家」と調査隊から呼ばれている。

鏡ネズミ　
- 南部に生息。特殊な皮膚によって鏡のように光を反射するネズミ。
- 製品パッケージの裏に載っているのは、この動物を記載した博物誌の一ページである（ただし言語は英語）。

ミリアタイト　
- 南西部の洞窟で発見することができる特殊な鉱石で非常に重い。その重さは近くの空間が歪んでしまうほどである。

ジャイアン　
- 南西部などに生息する、巨大なゴキブリ。
- 実在する大きなゴキブリはモグラゴキブリのようにずんぐりむっくりした体型であるが、これはクロゴキブリがそのまま巨大化したような外見となっている。

投網グモ　
- その名の通り、クモの巣を使って投網漁を行うクモ。
- 網ではないが、投げ縄を使って蛾等を捕まえるクモ（ナゲナワグモ）は実在する。

チャックウィル　
- 西部に生息するハイエナの仲間。
- アフターマンに登場する強肉食性のコウモリ、ナイトストーカーに似た頭部を持つ。

ガルエンディル　
- 西部の小島に生息する植物。蔦が人間の形をしており、日の当たる位置を探して歩き回る。頭に当たる部分にはヒマワリのような花が咲く。

オリハルコン
- 西部の小島にいたる洞窟で採取。ムー大陸の伝説の鉱物。比重はアルミに近く硬度は10。

オオシロワシ
- 島内にたった一羽君臨する巨大なワシ。現在絶滅の危機にあるハクトウワシに近い。

ヒヒイロカネ
- 南西部の洞窟。日本の伝説の鉱物。

エドリシン　
- 一見ただの岩だが、ゆっくりと移動できる前代未聞の無機質生物。代謝が極めて低いのか、一万年も生きられるらしい。

象牙トカゲ　
- 南西部に生息。象のような立派な牙を持つ大型のオオトカゲ。

双頭コウモリ　
- 南西部に生息。夜行性で夜になると出現率が高くなる。一見奇形のようだが双頭が正常らしい。

オオバコ　
- 南西部。有名な薬草で、風邪薬にも使われる。
- 解毒剤代わりにアイテムとして採取することも可能。

ヴィーウェン　
- 西部や南西部に生息する、卵を主食とするヘビ。モデルはアフリカタマゴヘビ。卵そのものに擬態し巣に潜入し、卵を盗む手口はイギリスチームのチャールズをも「見事」と言わしめた。

ヤブオレン　
- 地球上の生物では絶対ありえない球体生物。外皮まで全て筋肉でできた、まさに「動く肉団子」で、つぶらな瞳が二つある。

鼻行類　
- 最後の最後で登場する奇天烈生物。南西部の不思議な建造物前で遭遇するが、動きがとても気持ち悪い。

グルーガー　
- 南西部に生息するアルビノのプレデター。戦闘力はあのアルミーよりも高い。

## 第三のエンディング
以下の条件を満たすとエンディングの内容が変わる。
- 知力を上げてランダムで現れる青い球体のメッセージ（4パターン存在する。2番目のメッセージは知力が高いと、内容はそのままだが分かりやすいように要約される。）を聞く。隊長の知力が350以上必要。
- 南東部の北の海岸線に現れる謎の光を見る。
- 南西部の南の海岸上空の地震雲（エンディングの伏線）を見る。
- 漂流者のメモを5つすべて見つける。
- 発見率90パーセント以上。
- 信頼度80パーセント以上。
- 一度ノーマルエンディングを見た後の2順目のプレイデータであること。

上記の条件をすべて満たした状態で遺跡に入ると強制的にエンディングに移行する。